# Amsterdamsche Football Club Ajax 1977-1978
Questa voce raccoglie le informazioni riguardanti l'Amsterdamsche Football Club Ajax nelle competizioni ufficiali della stagione 1977-1978.

## Stagione
In questa stagione Tomislav Ivić è ancora l'allenatore della squadra, che ritorna in Coppa dei Campioni. Qui elimina in successione il Lillestrøm e il Levski Sofia (che aveva avuto la meglio nella Coppa UEFA 1975-1976) prima di incontrare nuovamente la Juventus. E come tre anni prima in Coppa UEFA sono i bianconeri a passare il turno, questa volta ai calci di rigore dopo un doppio 1-1. Notevole, a differenza delle ultime stagioni, è invece il cammino nella KNVB beker: l'Ajax arriva questa volta a disputare la finale. Giunto abbastanza agevolmente in semifinale, qui elimina lo Sparta Rotterdam, perdendo poi 1-0 l'ultima partita con l'AZ Alkmaar. In Eredivisie viene ottenuto un secondo posto, sei punti dietro il PSV; Ruud Geels è capocannoniere per la quarta volta consecutiva, ma questa è la sua ultima stagione nel club.

## Organigramma societario
Fonte
Area direttiva
- Presidente:  Jaap van Praag

Area tecnica
- Allenatore:  Tomislav Ivić.
- Allenatore in seconda:  Bobby Haarms

## Rosa
Fonte
| N. |                        | Ruolo | Calciatore        |
| -- | ---------------------- | ----- | ----------------- |
|    | Paesi Bassi (bandiera) | P     | Peter Jager       |
|    | Paesi Bassi (bandiera) | P     | Piet Schrijvers   |
|    | Paesi Bassi (bandiera) | P     | Robertus Tervoort |
|    | Paesi Bassi (bandiera) | D     | Jan Everse        |
|    | Paesi Bassi (bandiera) | D     | Ruud Krol         |
|    | Paesi Bassi (bandiera) | D     | Pim van Dord      |
|    | Paesi Bassi (bandiera) | D     | Chris Verkaik     |
|    | Paesi Bassi (bandiera) | D     | Johan Zuidema     |
|    | Danimarca (bandiera)   | C     | Frank Arnesen     |
|    | Paesi Bassi (bandiera) | C     | Freek Lamain      |

| N. |                        | Ruolo | Calciatore      |
| -- | ---------------------- | ----- | --------------- |
|    | Danimarca (bandiera)   | C     | Søren Lerby     |
|    | Paesi Bassi (bandiera) | C     | Thomas Rongen   |
|    | Paesi Bassi (bandiera) | C     | Dick Schoenaker |
|    | Paesi Bassi (bandiera) | A     | Aitze Bouma     |
|    | Paesi Bassi (bandiera) | A     | Hans Erkens     |
|    | Paesi Bassi (bandiera) | A     | Ruud Geels      |
|    | Paesi Bassi (bandiera) | A     | Tschen La Ling  |
|    | Paesi Bassi (bandiera) | A     | Geert Meijer    |
|    | Paesi Bassi (bandiera) | A     | Simon Tahamata  |

## Statistiche

### Statistiche di squadra
| Competizione       | Punti | Totale | Totale | Totale | Totale | Totale | Totale |
| Competizione       | Punti | G      | V      | N      | P      | Gf     | Gs     |
| ------------------ | ----- | ------ | ------ | ------ | ------ | ------ | ------ |
| Eredivisie         | 49    | 34     | 20     | 9      | 5      | 85     | 36     |
| KNVB beker         | -     | 7      | 4      | 1      | 2      | 18     | 5      |
| Coppa dei Campioni | -     | 6      | 3      | 1      | 2      | 10     | 6      |
| Totale             |       | 47     | 27     | 11     | 9      | 113    | 47     |

### Statistiche individuali
- Capocannoniere della Eredivisie
  - Ruud Geels (30 gol)